# Tranemo
Tranemo est une localité de la commune de Tranemo, dont elle est le chef-lieu, dans le comté de Västra Götaland en Suède.
Sa population était de 3375 habitants en 2019.